# 片山淳子
片山 淳子（かたやま じゅんこ、1972年1月20日 - ）は、関西を中心に活動するタレントである。

## 人物・来歴
大阪府羽曳野市出身。所属事務所は松竹芸能。キーの高い、いわゆる「アニメ声」が特徴。身長は158cm、血液型はB型、足のサイズ23.5cm。愛称は「淳ちゃん」「じゅんじゅん」「じゅんピー」。
「羽野晶紀の妹コンテスト」で優勝したことをきっかけに芸能界入りし、現在まで各方面で活躍。2002年7月7日に結婚。その後、離婚。前夫の借金の連帯保証人となっていたため、多額の借金を背負わされる。
友人の弟と再婚。
趣味は、ネコの顔をすること・ネコと会話すること・アクセサリー作り・お菓子作り・映画鑑賞。特技は、テニス。
昔アルバイトで、パン屋の店員・レストランのウエイトレスをしていた事がある。

## 出演中の番組
- ぷらっと旅気分 (K-CAT)

## 過去の出演番組

### テレビ
- わいわいワイド!中井雅之で〜す。（ケーブルテレビ神戸）(2002年5月-2008年7月)
- ミューパラ特区（朝日放送）
- ナイトinナイト（朝日放送）
- 痛快!エブリデイ（関西テレビ）
- 八方ヨジキンTV（関西テレビ）
- らくらぶ。（KBS京都テレビ）
- うぉーたんのこどもプラスワン（びわ湖放送）
- 京都甘党ゼッピン!!（KBS京都テレビ）
- 24時間テレビ 「愛は地球を救う」（よみうりテレビ）奈良会場担当
- レッド・ツェッペリン（フジテレビ）

### ラジオ
- ABCミュージックパラダイス（ABCラジオ、1993年1月-2008年3月24日）
- 柴田博のまっぴるま王子!（ABCラジオ、2003年10月-2006年4月1日）
- ABCラジオパラダイス（ABCラジオ）
- コング桑田・片山淳子の“爆裂!”ホットウエーブ（ABCラジオ）
- 友池・中林の電撃!ホットウエーブ（ABCラジオ）
- 友池・中林の電撃!スクールディズ（ABCラジオ）
- 友池・中林のMIDNIGHT GANG!（ABCラジオ）
- 久保くん喜多くんのMIDNIGHT GANG!（ABCラジオ）
- 特捜!あにめらま。（ABCラジオ）
- まだ寝るな（ラジオ大阪）
- 北野誠のズバリ（2016年6月24日 - 2022年3月25日、CBCラジオ） - 金曜日アシスタント
- おはようパーソナリティ小縣裕介です（2023年11月28日、ABCラジオ）

### 映画
- サウスパーク/無修正映画版
- 恋と花火と観覧車
- ヒロイン!（関西テレビ40周年記念作品）

### CM
- づぼらや
- 情報センター「ジェイ・ワン」
- TSUTAYA
- アサヒペン

## 関連人物
- 小縣裕介
- 中井雅之